# أكوع (اسم)
أكوع أو الأكوع اسم عربي جاهلي مذكر، وأكوع يعني الذي في كُوع يده اعوجاج. والكُوع المفصل بين الذراع والكف مما يلي الإبهام.

## مشاهير يحملون الاسم
- سلمة بن الأكوع[3]
- عامر بن الأكوع[3]
- أكوع بن عتيبة
- معتب بن أكوع
- إسماعيل بن علي الأكوع
- أحمد بن محمد بن علي الأكوع